# Rhopalaea meridionalis
Rhopalaea meridionalis är en sjöpungsart som beskrevs av Kott 2006. Rhopalaea meridionalis ingår i släktet Rhopalaea och familjen Diazonidae. Inga underarter finns listade i Catalogue of Life.